# Čierna nad Tisou
Čierna nad Tisou (Hongaars:Tiszacsernyő) is een Slowaakse gemeente in de regio Košice, en maakt deel uit van het district Trebišov.
Čierna nad Tisou telt 4390 inwoners. Twee derde van de inwoners is etnisch Hongaars. Tot 1920 behoorde de gemeente tot Hongarije.